# Lura (piosenkarka)
Lura, właściwie Maria de Lurdes Pina Assunção (ur. 1975 w Lizbonie) – śpiewająca po portugalsku wokalistka i kompozytorka pochodząca z Wysp Zielonego Przylądka.
Lura w swojej twórczości prezentuje nurty muzyczne pochodzącymi z Wysp Zielonego Przylądka. Ma na swoim koncie 7 płyt (stan na 2015). Na albumie M’bem di Fora Lura czerpie z tradycji muzycznej Wysp Zielonego Przylądka. Producentem płyty jest Nando Andrade (producent płyty Cesarii Evory – Rogamar). Do współpracy Lura zaprosiła wybitnych muzyków i podobnie jak u Cesarii Evory nie brak tu tradycyjnych kabowerdyjskich gatunków – morna, coladera – tego wyjątkowego wyspiarskiego bluesa, ale Lura sięga jeszcze po batuku – bardzo dynamiczny styl pochodzący z Santiago.

## Występy w Polsce
- 16 i 17 września 2007 artystka wystąpiła na koncertach w Szczecinie i we Wrocławiu.
- 28 kwietnia 2008 roku Lura wystąpiła w Teatrze Wielkim w Poznaniu. Dzień później, 29 kwietnia, zaśpiewała w Sali Kongresowej w Warszawie.
- 27 września 2008 Lura wystąpiła w Kieleckim Centrum Kultury w ramach Targi Kielce Jazz Festiwal – Memorial To Miles.
- 25 stycznia 2009 Lura wystąpiła w Polskiej Filharmonii Bałtyckiej w Gdańsku.
- 29 maja 2009 Lura wystąpiła w Bydgoszczy w trakcie „Smooth Festival”[1].
- 19 czerwca 2009 Lura wystąpiła w Białymstoku w ramach „Dnia miasta Białegostoku”[2].
- 20 września 2009 Lura wystąpiła we Wrocławiu w jesiennej edycji Ethno Jazz Festivalu 2009 w Sali Koncertowej Radia Wrocław
- 3 września 2010 Lura wystąpiła w Sosnowcu na World Fusion Music Festival[3].
- Jesienią 2017 wystąpiła na serii koncertów w ramach cyklu Siesta w drodze: 24 września Szczecin (Filharmonia im. M. Karłowicza), 25 września Wrocław (klub Stary Klasztor), 27 września Lublin (Teatr Stary), 28 września Bielsko-Biała (Bielskie Centrum Kultury), 30 września Warszawa (klub Progresja), 1 października Łódź (Klub Wytwórnia), 2 października Toruń (CKK Jordanki)[4][5].

## Dyskografia
- 1996 – Nha Vida
- 2002 – In Love
- 2004 – Di Korpu Ku Alma
- 2006 – M’bem Di Fora
- 2009 – Eclipse
- 2015 – Herança